# Rychnov nad Kněžnou (distrito)
Rychnov nad Kněžnou é um distrito da República Checa na região de Hradec Králové, com uma área de 998 km² com uma população de 78 914 habitantes (2002) e com uma densidade populacional de 79 hab/km².